# NGC 737
NGC 737 est constitué trois étoiles située dans la constellation du Triangle. 
L'ingénieur irlandais Bindon Stoney a enregistré la position des étoiles le 11 octobre 1850